# (392728) Zdzisławłączny
(392728) Zdzisławłączny, désignation internationale (392728) Zdzislawlaczny, est un astéroïde de la ceinture principale.

## Description
(392728) Zdzisławłączny est un astéroïde de la ceinture principale. Il fut découvert le 21 août 2012 à Tincana par Michał Żołnowski et Michał Kusiak. Il présente une orbite caractérisée par un demi-grand axe de 2,86 UA, une excentricité de 0,11 et une inclinaison de 8,7° par rapport à l'écliptique.

## Compléments